# Cornevilles klokker
Cornevilles klokker is de Noorse versie van Les cloches de Corneville, de operette van Robert Planquette naar een libretto van Clairville en Charles Gabet. Die operette werd in het najaar van 1914 uitgevoerd in het Nationaltheatret in Oslo. Het waren avondvullende voorstellingen. Voor de Noorse muziekwereld waren het bijzondere avonden vanwege:
- Kirsten Flagstad, een van de bekendste Noorse zangeressen ooit en een van de meest vooraanstaande sopranen van de 20e eeuw, zong hier haar eerste grote rol (Germaine); de wereld zou dus nog veel van haar horen;
- De Noorse componist Johan Halvorsen schreef speciaal voor haar een lied om haar extra aandacht te geven; de zangeres voor wie hij schreef werd wereldberoemd; het stuk van Halvorsen droeg niet eens zijn naam en verdween in de vergetelheid en is waarschijnlijk verloren gegaan.